# Yukiko Inui
Yukiko Inui –en japonés, 乾 友紀子, Inui Yukiko– (Omihachiman, 4 de diciembre de 1990) es una deportista japonesa que compite en natación sincronizada.
Participó en tres Juegos Olímpicos de Verano entre los años 2012 y 2020, obteniendo dos medallas de bronce en Río de Janeiro 2016. Ganó doce medallas en el Campeonato Mundial de Natación entre los años 2015 y 2023.

## Palmarés internacional
| Juegos Olímpicos   | Juegos Olímpicos        | Juegos Olímpicos  | Juegos Olímpicos  |
| Año                | Lugar                   | Medalla           | Prueba            |
| ------------------ | ----------------------- | ----------------- | ----------------- |
| 2016               | Río de Janeiro (Brasil) | Medalla de bronce | Dúo               |
| 2016               | Río de Janeiro (Brasil) | Medalla de bronce | Equipo            |
| Campeonato Mundial |                         |                   |                   |
| Año                | Lugar                   | Medalla           | Prueba            |
| 2015               | Kazán (Rusia)           | Medalla de bronce | Dúo técnico       |
| 2015               | Kazán (Rusia)           | Medalla de bronce | Equipo técnico    |
| 2015               | Kazán (Rusia)           | Medalla de bronce | Equipo libre      |
| 2015               | Kazán (Rusia)           | Medalla de bronce | Combinación libre |
| 2017               | Budapest (Hungría)      | Medalla de bronce | Equipo técnico    |
| 2017               | Budapest (Hungría)      | Medalla de bronce | Combinación libre |
| 2019               | Gwangju (Corea del Sur) | Medalla de bronce | Solo técnico      |
| 2019               | Gwangju (Corea del Sur) | Medalla de bronce | Solo libre        |
| 2022               | Budapest (Hungría)      | Medalla de oro    | Solo técnico      |
| 2022               | Budapest (Hungría)      | Medalla de oro    | Solo libre        |
| 2023               | Fukuoka (Japón)         | Medalla de oro    | Solo técnico      |
| 2023               | Fukuoka (Japón)         | Medalla de oro    | Solo libre        |